# Estació de Torras i Bages
Torras i Bages és una estació de la Línia 1 del metro de Barcelona sota el Passeig de Torras i Bages al districte de Sant Andreu de Barcelona. Té els accessos a les cruïlles del Passeig de Torras i Bages amb el carrer Palomar i a la del passejos de Torras i Bages i de Santa Coloma. L'estació es va inaugurar el 1963 com a part de la Línia I. Posteriorment al 1982 amb la reorganització dels números de línies i canvis de nom d'estacions va passar a ser una estació de la L1. Aquesta estació té una configuració peculiar, disposa de tres vies una de les quals no s'utilitza per a la circulació dels trens. Existeix aquesta configuració a causa que s'havia previst fer una prolongació diferent a la que finalment es va fer i a més es preveia la construcció d'unes cotxeres que mai es van construir.
| Metro de Barcelona     |             |       |                |                        |
| Procedència/Destinació | <           | Línia | >              | Procedència/Destinació |
| Hospital de Bellvitge  | Sant Andreu |       | Trinitat Vella | Fondo                  |